# Alta traición (película)
Alta traición (título original: Love and Treason) es un telefilme estadounidense de aventura, acción y drama de 2001, dirigido por Lewis Teague, escrito por Frank Torski y Susan Rhinehart, musicalizado por Basil Poledouris, en la fotografía estuvo Ric Waite y los protagonistas son Kim Delaney, David Keith y Timothy Carhart, entre otros. Este largometraje fue producido por Neufeld Rehme Productions y Paramount Network Television; se estrenó el 7 de marzo de 2001.

## Sinopsis
Kate es una oficial naval y su marido es un infante de la marina. Ella se entera de que él está cometiendo traición contra el país y decide entregarlo.